# توني يوفيتش
توني يوفيتش هو لاعب كرة قدم كرواتي في مركز الهجوم، ولد في 2 سبتمبر 1992 في نوفا غراديسكا في كرواتيا. لعب مع NK Krk ‏.

## وصلات خارجية
- توني يوفيتش على موقع قاعدة بيانات كرة القدم.إي يو (الإنجليزية)
- توني يوفيتش على موقع Soccerway.com (الإنجليزية)
- توني يوفيتش على موقع عالم كرة القدم.نت (الإنجليزية)